# 杉浦のん
杉浦 のん（すぎうら　のん、1977年7月7日 - ）は、日本の元AV女優。
東京都出身、身長:162cm 、スリーサイズ:B・85cm（Dカップ-65） W・57cm H・83cm  

## 人物
- 趣味：買い物、ドライブ

## 略歴
- 1997年にAVデビュー。

## 作品

### アダルトビデオ
- ペパーミントLOVE（宇宙企画）
- 喪失記念日（宇宙企画）
- あげます（アトラス21）
- 白昼夢（セクシア）